# والارسا
والارسا (به ایتالیایی: Vallarsa) یک کومونه در ایتالیا است که در ترنتینو واقع شده‌است. والارسا ۷۸٫۳ کیلومتر مربع مساحت و ۱٬۴۰۹ نفر جمعیت دارد.